# أرض الفراعنة (فلم)
أرض الفرعنة (بالإنجليزية: Land of the Pharaohs) هو فيلم دراما تم إنتاجه في الولايات المتحدة وصدر في سنة 1955. الفيلم من كتابة ويليام فوكنر.

## الميزانية والإيرادات
بلغت تكلفة إنتاج الفيلم حوالي 2.9 مليون دولار (estimated) بينما حقق أرباحا تقدر بـ 2.7 مليون دولار ().

## وصلات خارجية
- مقالات تستعمل روابط فنية بلا صلة مع ويكي بيانات